# Stadtmauer (Gliwice)

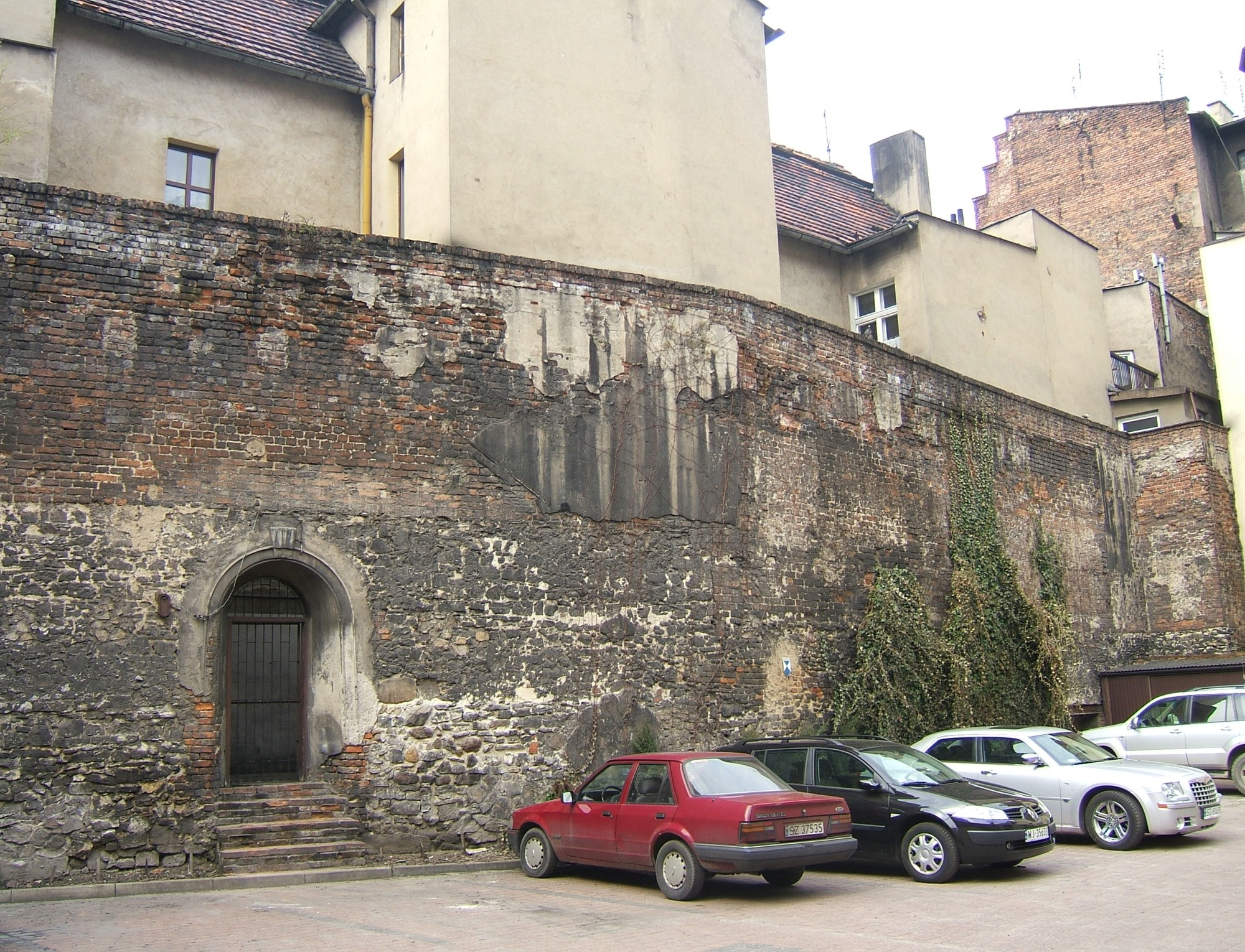
Die Stadtmauer

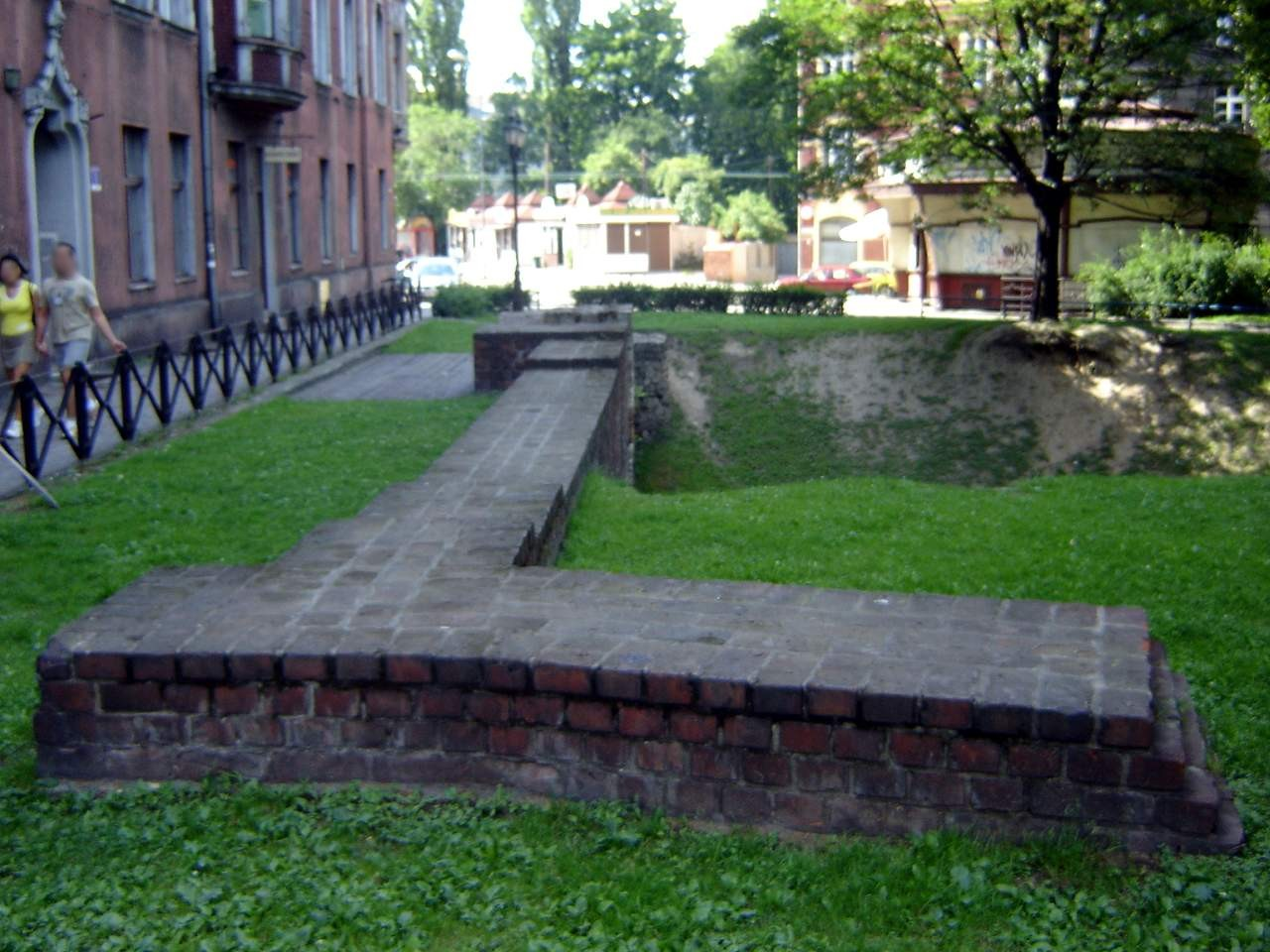
Reste des Schwarzen Tores

Die Stadtmauer in Gliwice (Gleiwitz) ist ein Teil der mittelalterlichen Festungsanlage der Stadt.
Die Stadtmauer, die die ovalförmige Altstadt umgeben hatte, wurde in der zweiten Hälfte des 14. Jahrhunderts nach den Hussitenkriegen erbaut und hatte zwei Tore, das Ratiborer Tor (auch Schwarzes Tor) und das Beuthener Tor (Weißes Tor) und 29 Wehrtürme (Basteien), sowie eine Höhe von neun Metern, eine Breite von 1,2 Metern und eine ursprüngliche Länge von 1125 Metern. Umgeben wurde die Mauer von einem Wehrgraben und Erdwällen.
Reste der Mauer findet man heute am Rzezniczy-Platz, an der Grodowa-Straße 1a und 5 und an der Basztowa-Straße 3. Außerdem wurden ein Teil der Mauer und ein Wehrturm in den Bau des Schlosses einbezogen. Außerdem gibt es noch Reste des Schwarzen Tores, das durch eine 200 Meter lange Rekonstruktion des Wehrgrabens ergänzt wurde.